# 런던 증권거래소

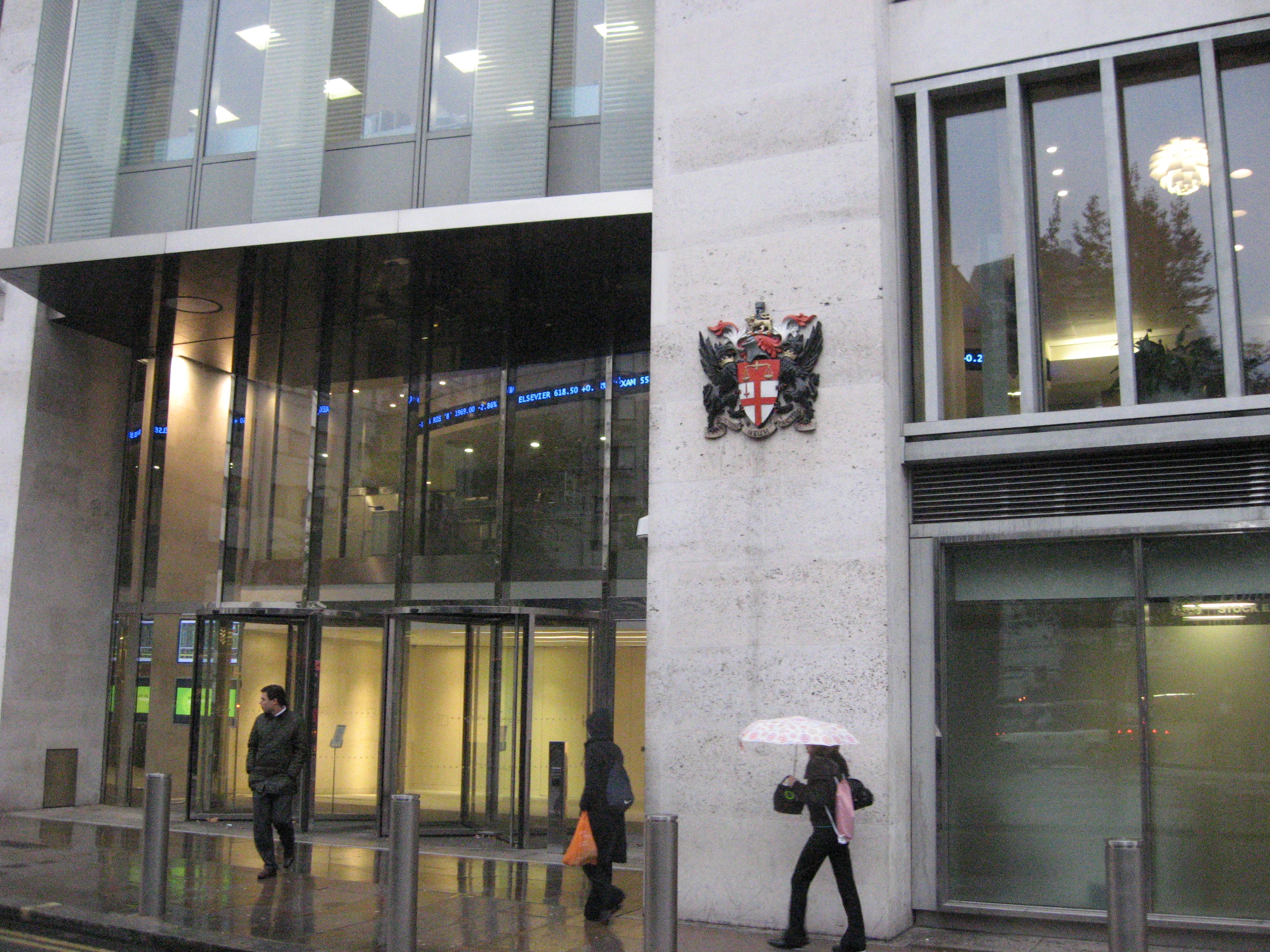

런던 증권거래소(영어: London Stock Exchange, LSE)는 1801년에 설립되었고 시티 오브 런던에 본사를 둔, 영국 최대이자 세계의 주요 증권거래소이다. 런던 증권거래소 그룹(영어: London Stock Exchange Group)에 소속되어있다.
2019년 9월 11일 홍콩 증권거래소가 런던 증권거래소 그룹을 인수할 의향을 공개하였다. 제시금액은 366억달러에 달하였다. 그러나 런던 거래소는 불쾌감을 표출하며 이를 사흘만에 공식 거절하였다.